# Argelia Velez-Rodriguez
Argelia Velez-Rodriguez (1936) é uma matemática e educadora cubana. Ela foi a primeira mulher negra a obter um doutorado em matemática em Cuba.

## Infância
Quando Argelia Velez-Rodriguez estava crescendo, seu pai trabalhou no governo sob o líder de Cuba, Fulgencio Batista. Durante sua escola, os professores perceberam seu interesse pela matemática e ela ganhou um concurso de matemática aos 9 anos.

## Educação
Velez-Rodriguez concluiu o bacharelado no Instituto Marianao em 1955. Ela continuou seus estudos na Universidade de Havana, obtendo um Ph.D. em 1960.